# Adobe Integrated Runtime
AIR (также Adobe Integrated Runtime, ранее Adobe AIR) — это кроссплатформенная среда от компании Adobe для запуска приложений, позволяющая использовать HTML/CSS, AJAX, Adobe Flash и Apache Flex для переноса веб-приложений (в том числе Rich Internet Application) на ПК и мобильные устройства. 30 мая 2019, Adobe объявила о передаче поддержки и разработки AIR компании HARMAN и об окончании собственной поддержки в конце 2020 года.

## Поддержка платформ
Приложения, написанные с использованием AIR, могут быть запущены на нескольких платформах, для которых Adobe или её партнёры поставляют среду выполнения, а именно: Windows, Windows XP и новее, macOS (PowerPC и Intel), Linux, QNX и Android. Начиная с версии 2.7.1, компания Adobe отказалась от поддержки AIR для платформы Linux, последней доступной для этой системы версией продукта AIR, является версия 2.6.0.
Для некоторых из этих платформ доступ к API закрыт.

## Установочные пакеты
Adobe AIR включает в себя возможность создания инсталляционного пакета, который с лёгкостью может быть установлен на компьютер пользователя. Пакеты поддерживаются на всех поддерживаемых этой системой платформах, однако из существующих в современных ОС систем управления пакетами она поддерживает только Yum для Linux. Среда выполнения кода может быть как встроенной в приложение, так и устанавливаемая отдельно. В первом случае появляется существенное преимущество для дистрибуции приложений.

## Преимущества и недостатки

### Преимущества
- Используя AIR, можно легко перенести готовое HTML- или Flex-приложение на компьютер и/или мобильное устройство пользователя в виде обычного запускаемого приложения.
- Приложения имеют доступ к файловой системе, буферу обмена, имеется поддержка создания окон, технологии drag-and-drop, доступ к GPU и многое другое.
- Поддержка расширений в формате *.ane (Adobe Native Extensions), написанных на родном языке для целевой операционной системы (C, C++, Java, Objective-C) для получения доступа к функциям, не предусмотренными разработчиками Adobe AIR.
- Flash Builder 4.7 поддерживает многопоточное программирование ActionScript 3.0 и встроенный компилятор 2.0 (не путать с версией ActionScript), который имеет существенные улучшения.

### Недостатки
- Ограниченный встроенный доступ к SQLite и веб-сервисам.
- Это проприетарное программное обеспечение. Для устранения ошибок в AIR или добавления новых возможностей необходимо публиковать заявку на устранение ошибки в Adobe BugBase.
- Мобильные приложения не используют визуальные компоненты платформы, вследствие чего нарушается пользовательский опыт.

## Решения
Приложения могут функционировать без подключения к интернету, отправляя накопленные в процессе работы данные в момент появления связи. Например, программа eBay Desktop работала именно по такому принципу, позволяя продавцам вводить данные о лоте без подключения к интернету.
Ряд крупных компаний использовали в своей деятельности решения на базе Adobe AIR. Среди них AOL, NASDAQ, CleVR, Pownce. В Российской Федерации можно упомянуть Rambler с кроссплатформенным IM-клиентом «Virtus», Molotok.ru с приложением для загрузки лотов «ALoader».
Свыше 180 готовых программ, разработанных с использованием Adobe AIR, были доступны для скачивания на сайте Adobe AIR Marketplace. Однако, в конце августа 2011 года, магазин Adobe AIR был закрыт, не выдержав конкуренции.
По состоянию на 1 сентября 2014 года приложения, написанные для платформы Adobe AIR, имели более 2 миллиардов установок. Сюда включены как игровые, так и иного рода приложения. Число установок оценивается Adobe на таких операционных системах как iOS, Android, MS Windows, Apple macOS.